# Festival international de la culture et de la pêche d'Argungu
Le Festival international de la culture et de la pêche d'Argungu, annuel, est pratiqué au Nigéria près de la rivière Matan Fada. Des concours de pêche ont lieu. En 2016, ce festival intègre la liste représentative du patrimoine culturel immatériel de l'humanité. 

## Pratique
Le festival dure quatre jours, célébré entre février et mars. Un concours, le kabanci, oppose des hommes et des garçons (les femmes les encouragent par des chants et des danses), dans des épreuves de pêche et d'activités aquatiques : pêche à mains nues, course de canoë, capture de canards, ainsi que de la lutte et de la boxe traditionnelles. Des milliers d'hommes et de garçons (à partir de dix ans) vont dans la rivière, surveillés par des médecins et attaqués par des joueurs de tambour. Pendant une heure, une épreuve consiste à pêcher le plus gros poisson armé d'un filet traditionnel ou à mains nues, le gagnant remporte de l'argent. 

## Histoire
Le festival est antérieur à l'indépendance du Nigéria et date de 1934. Il maintient, d'après la description officielle de l'UNESCO, la paix entre la communauté d’Argungu et la communauté voisine de Sokoto, anciens ennemis. Le SarkiRuwa désigne le garant d'une rivière saine, et l'Homa, chef des pêcheurs d'Argungu, est chargé de la qualité des poissons et de l'eau. Le savoir-faire relatif à cette pratique est transmis de manière formelle et informelle. De 2010 à 2020, l'insécurité du fait du djihadisme de Boko Haram interrompt ce festival, qui reprend en 2020, pendant la pandémie de Covid-19. Le ministre de la Culture, le président et d'autres politiciens assistent à la cérémonie de 2020. 

## Reconnaissance
En 2016, l'UNESCO ajoute ce festival à la liste représentative du patrimoine culturel immatériel de l'humanité. 